# Соколине Око (телесеріал)
«Соколи́не Око» (англ. Hawkeye, також «Гокай») — американський вебсеріал, створений для сервісу потокового мовлення Disney+ і оснований на однойменному персонажі з Marvel Comics. Є п'ятим телесеріалом, який офіційно став частиною четвертої фази Кіновсесвіту Marvel та події якого відбуваються після фільму «Месники: Завершення». Прем'єра серіалу відбулася 24 листопада 2021 року, Джонатан Іґла був обраний керівником серіалу, сценаристом і виконавчим продюсером разом з Кевіном Файґі.
Джеремі Реннер повторює свою роль Клінта Бартона з серії фільмів, а Гейлі Стайнфельд приєднується до нього в ролі Кейт Бішоп. Також у головних ролях: Тоні Далтон, Фра Фі, Браян Д'Арсі Джеймс, Алекс Паунович, Пйотр Адамчик, Лінда Карделліні, Саймон Каллов, Віра Фарміґа, Алакуа Кокс, Зан МакКларнон, Флоренс П'ю та Вінсент Д'Онофріо. У квітні 2019 року Marvel Studios розробляла серіал для Disney+, зосереджений на Соколиному оці. Офіційно було оголошено, що Джулай та Іґла приєдналися до серіалу у вересні, Стейнфельд неофіційно приєдналась на той момент. Томас і Берт і Берті стали режисерами в липні 2020 року, а знімання почали в Нью-Йорку в грудні того ж року. Стайнфельд та інші акторські кадри були підтверджені, і знімання завершили наприкінці квітня 2021 року. Додаткове знімання відбувалося в Атланті, штат Джорджія. Комікс Метта Фрейкшн і Девіда Аджа «Соколине Око» мав великий вплив на серіал.
Прем'єра перших двох епізодів Гокай відбулася 24 листопада 2021 року та складається з шести серій, перший сезон закінчився 22 грудня. Серіал є частиною четвертої фази КВМ. Проєкт отримав позитивні відгуки, критики відзначили його сцени дій та хімію головних акторів. Розробляється додатковий серіал «Ехо», який фокусується на персонажі Кокс Маї Лопез / Ехо.

## Сюжет
Через рік після подій у «Месниках: Завершення» (2019) Клінт Бартон повинен співпрацювати з Кейт Бішоп, щоб протистояти ворогам із його минулого як Роніна, щоб повернутися до своєї сім'ї вчасно до Різдва.

## У ролях

### Акторський склад
- Джеремі Реннер — Клінт Бартон / Соколине Око / Ронін: Майстер лучник, колишній Месник і агент Щ. И. Т.а. Серіал додатково досліджує час персонажа в мантії Роніна, якого вперше показали в «Месниках: Завершення» (2019). Реннер сказав, що зустріч з Кейт Бішоп приносить у життя Бартона «навал проблем», оскільки Бартон не розуміє її одержимости ним.
- Гейлі Стейнфельд — Кейт Бішоп: 22-річна фанатка Соколиного Ока, яка стає протеже Бартона і бере на себе мантію Соколиного Ока. Вона привертає увагу Бартона, видаючись під Роніна. Стейнфельд описала Бішоп як «розумну та дотепну» та «погану» з фізичними здібностями, які «зашкалюють», тоді як Реннер сказав, що у неї «дивно дратівлива і настільки ж чарівна манера». Стейнфельд навчилась стрільби з лука, тому що Бішоп «самоучка» і вважала, що це важливий аспект її характеру, оскільки вона обожнює Бартона. Клара Стек грає юну Кейт Бішоп.
- Тоні Далтон — Джек Дюкейн: Новий наречений Елеонори та племінник Армана. У той час як персонаж був наставником Бартона в коміксах, Далтон заявив, що цього в серіалі «цілком не буде».
- Фра Фі — Казимир «Казі» Казімірчак: найманець мафії в спортивних костюмах. Фенікс Крепін зображує молодшого Казі.
- Браян д'Арсі Джеймс — Дерек Бішоп: померлий батько Кейт.
- Алекс Паунович — Іван: силовик мафії в спортивних костюмах.
- Пйотр Адамчик — Томаш: захисника спортивної мафії.
- Лінда Карделліні — Лора Бартон: дружина Клінта.
- Саймон Келлов — Арман Дюкейн III: дядька Джека, якого вбили в першому епізоді.
- Віра Фарміґа — Елеонора Бішоп: овдовіла мати Кейт і генеральна директорка Bishop Security.
- Алакуа Кокс — Мая Лопез: глуха командирка мафії в спортивних костюмах. Дарнелл Бесо грає молоду Маю Лопез.
- Зан МакКларнон у ролі Вільяма Лопеса: померлого батька Майї і силовика спортивної мафії.
- Флоренс П'ю — Єлена Бєлова / Чорна вдова: Висококваліфікована шпигунка і вбивця, яка працює на Валентину Аллеґру де Фонтейн, переслідує Бартона за його ймовірну роль у смерті її сестри Наташі Романової. П'ю сказала, що Бєлова продовжує «те, у чому вона добре вміє, і, попри те, що її сестри немає, вона знову працює», хоча її місія полювання на Бартона «ставить зовсім інше завдання».
- Вінсент Д'Онофріо — Вілсон Фіск / Кінґпін: могутній бізнесмен і кримінальний лорд у Нью-Йорку, з яким Елеонора має зв'язки. Д'Онофріо повторює свою роль із телевізійного серіалу Marvel від Netflix «Шибайголова» (2015—2018). Щодо образу Кінґпіна в серіалі, режисери Берт і Берті сказали, що вони хотіли б врахувати присутність персонажа, як це було встановлено у Шибайголові. Д'Онофріо вважав цю роль продовженням свого образу в «Шибайголові», з різницею у фізичній силі. Він грав персонажа з огляду на те, що Фіск відновив свою владу в Нью-Йорку після втрати статусу під час Блиму. Він додав, що зображення було «зроблено з прицілом на з'єднання якнайбільшої кількости точок від Шибайголова до Гокая», але визнав, що деякі аспекти, такі як його підвищена фізична сила, не могли з'єднатися один з одним.

У серіалі повертаються Карлос Наварро в ролі Енріке, захисника спортивної мафії, Бен Сакамото, Ава Руссо та Кейд Вудворд, які повторюють свої відповідні ролі дітей Бартона Купера, Ліли та Натаніеля з попередніх фільмів КВМ, Джолта, золотистого ретрівера, грає Лакі Піцову Собаку, а Клейтона Інґлишу в ролі Ґрілла, NYC LARPer, який дружить з Бартоном.
Адетінпо Томас, Роберт Вокер-Браншо та Адель Драґос з'являються як інші NYC LARPers на ім'я Венді Конрад, Орвілл і Міссі, відповідно. Вигаданий мюзикл Стів Роджерс / Капітан Америка в серії «Роджерс: Мюзикл», актори виконують роль Тора (Джейсон Скотт МакДональд), Локі (Джордан Чин), Роджерса (Том Фіні), Брюса Беннера / Галка (Гарріс Тернер), Бартона (Ейвері Ґілхем), Романової (Меґан Меннінґ), Тоні Старка / Залізної людини (Аарон Недрік), Скотт Ленґ / Людина-мураха (Ніко ДеХесус) і воїни Читаурі. Адам Паскаль у ролі головного громадянина в мюзиклі.

## Епізоди
| № серії | Назва серії                                                 | Режисер(и)                            | Сценарист(и)                   | Оригінальна дата виходу |
| --- | ----------------------------------------------------------- | ------------------------------------- | ------------------------------ | ----------------------- |
| 1 | «Ніколи не зустрічай своїх героїв» «Never Meet Your Heroes» | Різ Томас                             | Джонатан Іґла                  | 24 листопада 2021       |
| У 2012 році під час битви за Нью-Йорк молода Кейт Бішоп стає свідком того, як Клінт Бартон бореться з Читаурі, і прагне стати таким же героєм, як він, після того, як він ненавмисно врятує їй життя. Зараз Бартон проводить час зі своїми дітьми в Нью-Йорку на Різдво 2024 року. Тим часом Бішоп разом зі своєю матір’ю Елеонор відвідує благодійний авкціон і дізнається, що її мати заручена з Джеком Дюкейном. Під гала-концертом Бішоп натрапляє на авкціон на чорному ринку з предметами, знайденими з останків бази Месників, знаходячи серед присутніх Дюкейна та його дядька Армана III. Авкціон перериває мафія в спортивках, російська вулична банда, яка намагається знайти годинник серед речей. Бішоп надягає Бартонів костюм Роніна і перемагає членів мафії. Вона втікає до своєї квартири після порятунку бродячого пса і вистежує Армана для подальшого розслідування, але виявляє, що Арман ІІІ був убитий у своєму будинку, вона загнана в глухий кут мафією в спортивках після втечі з місця злочину. Бартон, який побачив новини про повернення Роніна, рятує Бішоп від ґанґстерів. |                                                             |                                       |                                |                         |
| 2 | «Хованки» «Hide and Seek»                                   | Різ Томас                             | Еліза Клімент                  | 24 листопада 2021       |
| Бішоп забирає Бартона назад до її квартири, але на нього нападає мафія в спортивках. Пара змушена евакуюватися, залишивши костюм Роніна. Після переїзду в квартиру тітки Бішоп, яка відпочиває, Бартон відправляє своїх дітей додому, пообіцявши повернутися до Різдва. Він супроводжує Бішоп до її робочого місця, а потім забирає костюм Роніна у пожежного FDNY на ім’я Ґріллс на заході LARP. Пізніше Бішоп не вдається переконати Елеонору в причетності Дюкена до смерти Армана. Викликавши Дюкейна на фехтувальну дуель, вона намагається зв'язатися з Бартоном, не знаючи, що він дозволив потрапити в полон мафії в спортивках. Вона вистежує місцезнаходження Бартона, але в кінцевому підсумку її захоплюють, і банда повідомляє свого боса Маю Лопез про те, що сталося. |                                                             |                                       |                                |                         |
| 3 | «Відлуння» «Echoes»                                         | Ембер Темплмор-Фінлейсо та Кеті Елвуд | Кеті Метьюсон і Таннер Бін     | 1 грудня 2021           |
| Лопез допитує Бартона і Бішоп про Ронін, який вбила її батька багато років тому. Бартону вдається звільнитися і відбитися від мафії в спортивках, хоча при цьому Лопез зламала його слуховий апарат. Після звільнення Бішоп пара втікає за допомогою трюкових стріл Бартона і лагодить його слуховий апарат. Під час переїзду в іншу локацію порадник Лопез Казі радить їй не влаштовувати неприємності зі своїм «дядьком». Маючи намір дізнатися більше про мафію в спортивках, а також про Дюкейна, Бішоп переконує Бартона проникнути в пентгаус Елеонори і використати обліковий запис її компанії, щоб знайти кримінальну базу даних Bishop Security. Однак Бішоп виходить із системи, намагаючись обійти охорону, а Бартон зустрічає Дюкейна, який погрожує йому мечем Роніна. |                                                             |                                       |                                |                         |
| 4 | «Партнери, я маю рацію?» «Partners, Am I Right?»            | Ембер Темплмор-Фінлейсо та Кеті Елвуд | Ерін Канчіно і Гізер Квінн     | 8 грудня 2021           |
| Бартон розряджає ситуацію після того, як Елеонора і Дюкейн впізнають його. Елеонора просить його утримати Бішоп від його розслідування, а пізніше зв'язується з невідомою особою, щоб повідомити їм про ситуацію. За допомогою своєї дружини Лори Бартон виявляє, що Дюкейн є генеральним директором Sloan Limited, фальшивої корпорації, яка відмиває гроші для спортивної мафії, а Бішоп приходить до висновку, що Бартон був Роніном. Бартон знаходить Казі і просить його відмовити Лопез від її помсти проти Роніна, а Бішоп залучає групу LARPers, щоб вони дістали більше трюкових стріл. Після цього Лора повідомляє Бартону, що годинник, який вкрала мафія в спортивних костюмах, посилає сигнали відстеження з багатоквартирного будинку. Бартон і Бішоп йдуть за ним, але знаходять у квартирі Лопез, де вона також веде нотатки про Бартона та його сім'ю. Лопез нападає на Бішоп, а Бартон потрапляє в засідку вбивці в масці. Між чотирма комбатантами починається бійка, Бішоп поранює Лопез, змушуючи її відступити, а Бартон розкриває свою нападницю Єлену Бєлову, яка також втікає. Бартон вирішує, що не може наражати Бішоп на небезпеку, і розриває їхнє партнерство. |                                                             |                                       |                                |                         |
| 5 | «Ронін» «Ronin»                                             | Ембер Темплмор-Фінлейсо та Кеті Елвуд | Дженна Ноель Фрейзер           | 15 грудня 2021          |
| У 2018 році Бєлова та її коліжанка Чорна вдова Соня звільнили жінку на ім’я Енні за допомогою аерозолю, який допомагала депрограмувати Чорних вдов. Після цього Бєлова стає жертвою блиму. Бішоп повертається до дому її матері й повідомляє їй про шахрайську корпорацію Дюкейна, що змушує Елеонору зателефонувати до поліції Нью-Йорка та заарештувати його. Бішоп повертається до своєї квартири, де вона застає Бєлова, яка чекає на неї, перш ніж остання розкриє своє минуле та місію вбити Бартона. Тим часом, одужавши в квартирі Ґріллса, Бартон відвідує меморіал Месників, щоб вибачитися перед Наташею Романовою за те, що він збирається зробити. Він одягає костюм Роніна і протистоїть Лопез в автосалоні, де він убив її батька. Під час бійки він розкривається і намагається переконати її відмовитися від помсти і залишити його сім'ю в спокої. Він виявляє, що інформатор, який працював на боса Лопез, хотів смерті її батька, але Лопез спочатку йому не вірить. Бішоп прибуває, щоб допомогти Бартону втекти, а Лопез підозрює і розпитує Казі. Наступного дня Бєлова пише Бішоп, повідомляючи, що Елеонора найняла її, щоб убити Бартона, і що Елеонора працює з «дядьком» Лопез, якого Бартон ідентифікує як Кінґпін. |                                                             |                                       |                                |                         |
| 6 | «Отже, це Різдво?» «So This Is Christmas?»                  | Різ Томас                             | Джонатан Іґла та Еліза Клімент | 22 грудня 2021          |
| Коли Елеонора зустрічається з Кінґпіном, щоб розірвати їхнє партнерство, Бартон і Бішоп дивляться їх запис і дізнаються, що Елеонора вбила Армана і підставила Дюкена. Напередодні Різдва Бартон і Бішоп відвідують святкову вечірку Елеонори, де Бішоп стикається з її матір'ю і дізнається, що її батько винен гроші Кінґпіну, через, що Елеонора працює з ним. Казі намагається вбити Елеонору за наказом Кінґпіна, але замість цього націлюється на Бартона. Бартон звертається за допомогою до Ґріллса, Аматорів і Дюкейна, щоб евакуювати всіх, перш ніж об'єднатися з Бішоп для перемоги над мафією в спортивках. Після того, як Лопез вбиває Казі, Бішоп намагається знайти Елеонору, а Бартон стикається з Бєловою, яка вимагає правди про смерть Наташі Романової. Вони сваряться, але він нагадує їй про свою дружбу з Романовою та її жертву заради порятунку всесвіту. Бєлова щадить його і йде. Кінґпін намагається зупинити втечу Елеонори та вбити її, але приходить Бішоп і перемагає його стрілами з трюками Бартона. Після цього Елеонору заарештовує поліція за вбивство Армана. Кінґпін втікає, але стикається зі своєю прийомною дочкою Маєю Лопез, вона стріляє в нього через те, що він наказав Казі вбити її тата. Наступного дня Бартон повертається до своєї сім'ї з Кейт Бішоп і псом Лакі, повертає годинник Лаурі і спалює костюм Роніна. |                                                             |                                       |                                |                         |

## Виробництво

### Розробка
До вересня 2018 року Marvel Studios розробляла кілька міні-серіалів для стрімінгового сервісу Disney+, які мають бути зосереджені на другорядних персонажах з фільмів Кінематографічного всесвіту Marvel (КВМ), які не з'являлися і навряд чи з'являться у своїх сольних кінострічок. До квітня 2019 року розпочалася розробка пригодницького серіалу за участю Джеремі Реннера у ролі Клінта Бартона / Соколиного ока. За сюжетом Бартон має передати мантію Соколиного ока дівчині Кейт Бішоп. Файґі був призначений продюсером міні-серіалу, який складатиметься із шести або восьми епізодів. Спочатку Реннер підписав контракт на головну роль в окремому повнометражному фільмі, присвяченому його персонажу, але натомість погодився знятися в серіалі після того, як Файґі вирішив переробити проєкт для Disney+. Виконавчий продюсер Трін Тран додала, що перехід із фільму на серіал дав Marvel «творчу гнучкість» мати шість годин, щоб далі вивчати передісторію Бартона, представити Бішоп і «дати їм достатньо часу, щоб зблизитися і створити ту особливу динаміку, яку всі знаходять такою привабливою у коміксах», ніж у двох годинах у фільмі. Файґі офіційно анонсував «Соколиного ока» на Комік-коні у Сан-Дієго у липні 2019 року.

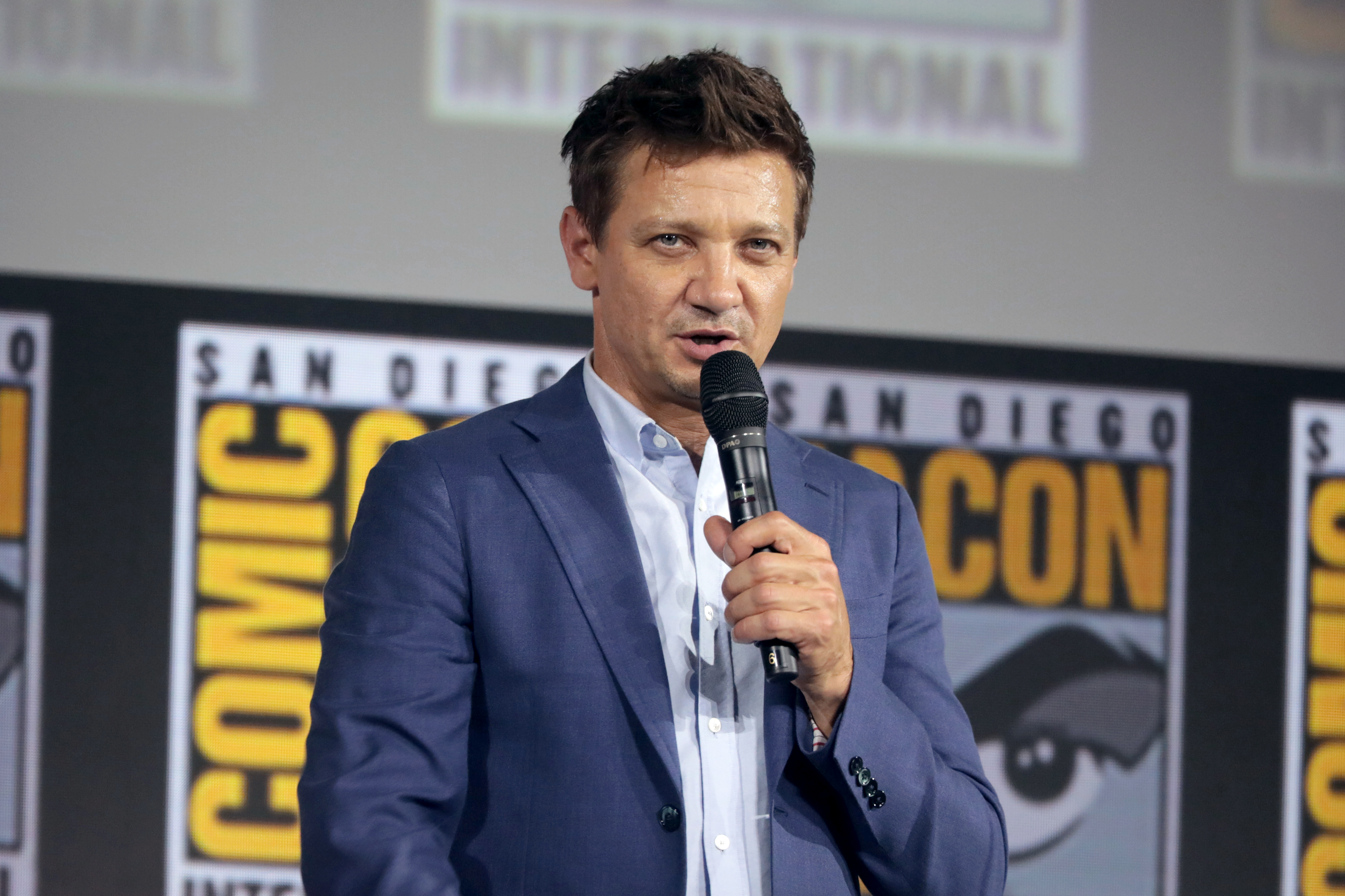
Джеремі Реннер під час офіційного анонсу серіалу на міжнародній виставці Comic-Con в Сан-Дієго 2019.

10 квітня 2019 р. Variety повідомляв, що студія Marvel розробляє серіал для Disney+ з Соколиним Оком у головній ролі та за участю Кейт Бішоп, а Кевін Файґі стане виконавчим продюсером.
20 липня 2019 року на виставці San Diego Comic-Con 2019 Кевін Файґі оголосив, що прем'єра серіалу запланована на Disney+ у період з вересня по листопад 2021 року. У вересні Джонатана Іґла затвердили як шоуранера, сценариста і виконавчого продюсера поряд з Кевіном Файґі. Наприкінці жовтня продюсер Трін Тран повідомив, що серіал покаже походження Клінта: «Ну, я вибрав цей серіал спеціально, тому що ми не мали можливості розповісти історію Клінта Бартона. Ви бачили, що у Тора багато фільмів. Ви знаєте його походження. У „Капітана“ багато фільмів, у Тоні — кілька, тому всі вони мали свій шанс, а Клінт Бартон не мав можливості розповісти своє минуле». Також продюсер сказав, що він може використовувати фазу Метта Фракшена як основу для серіалу і що Кейт матиме набагато більше ефірного часу, ніж очікувалося: «Фаза Метта Фракшена в коміксах є абсолютно однією з найнеймовірніших речей. Я пам'ятаю, що я сидів і читав фазу дробу знову і знову, це дивно. Це абсолютно неймовірно. Це те, що ми можемо зробити. Я так хотів розповісти історію Клінта, прочитавши фазу „Дріб“ і захопившись Кейт Бішоп, що, думаю, в цих двох може вийти щось справді цікаве». 17 липня 2020 року Ріс Томас та дует Bert & Bertie були обрані режисерами деяких епізодів серіалу.
У вересні 2019 стало відомо, що Джонатан Іґла виступить головним сценаристом серіалу. Емі Берґ також була претенденткою на цю посаду. У липні 2020 року для режисури частини епізодів був найнятий Різ Томас, який також став одним із виконавчих продюсерів; для встановлення іншої частини епізодів найнятий режисерський дует Берт & Берті. Борис Кіт із «The Hollywood Reporter» вважав, що найм цих режисерів вказує на те, що серіал може мати «безтурботний тон», враховуючи минулі роботи кожного з них. Бред Віндербаум, Вікторія Алосно та Луїс Д'Еспозіто також виступають як виконавчі продюсери. Серіал складається із шести епізодів. Бюджет кожного епізоду, як повідомлялося, становить 25 мільйонів доларів.

### Сценарій
Кеті Метьюсон, Таннер Бін та Еліза Клемент виступають сценаристами серіалу. Під час офіційного анонсування проєкту Файґі і Реннер розповіли, що серіал буде зосереджений на Бартоні, який навчатиме Бішоп бути «супергероїнею без суперздатностей», і серіал приділить більше уваги періоду життя Бартона як Роніна, що вперше було показано у фільмі «Месники: Завершення»(2019). У жовтні 2019 року виконавчий продюсер Трін Трен уточнила, що серіал досліджує минуле Бартона, та підтвердила, що звання Соколиного ока буде передано Бішоп. «Соколине Око» натхнене коміксами Метта Фрекшна. У серіалі присутній Піца-пес Лакі, золотистий ретривер, який є другом Бартона та Бішоп; на фотографіях зі знімального майданчика та в трейлері серіалу у вусі Бартона було помічено слуховий апарат, що вказує на втрату слуху; у роботах Фрекшна присутні і Лакі, і повернення втраченого слуху. У Бартоні присутня «легковажність», якого раніше не було видно в його минулих виступах, на що вплинуло зображення персонажа Фрекшном у його роботах. Фрекшн виступав консультантом серіалу та планував виступити в епізодичній ролі члена мафії, але не зміг цього зробити через пандемію COVID-19.
Дія «Соколиного ока» розгортається в Нью-Йорку в різдвяний сезон після подій фільму «Месники: Завершення», причому Трен зазначила, що багато, але не всі жителі Нью-Йорка «відновили сили і продовжують благоденствувати» після Скачка. Реннер уточнив, що події серіалу відбуваються протягом тижня. Продовжуючи обговорювати святкову обстановку, Трен сказала, що «було логічно», щоб історія Бартона була викладена протягом цього часу, оскільки має сім'ю, і він буде зосереджений на тому, щоб провести Різдво з ними після того, як втратив їх у час Стрибка.

### Кастинг
У липні під час панелі Marvel на Comic-con 2019 на сцену вийшов Джеремі Реннер, який підтвердив своє повернення. Присутнім показали невеликий вступний ролик із серіалу, і в цьому уривку було підтверджено, що Кейт Бішоп буде представлена в КВМ і, можливо, Клінт готуватиме її для Гавіа Аркейри.
До початку вересня 2019 року Гейлі Стайнфельд запропонували роль Кейт Бішоп, але через місяць її контракт все ще не був підписаний. «Variety» повідомило, що однією з причин цього є пункт про відмову від інших проєктів у її контракті з Apple TV+ на головну роль у серіалі «Дікінсон», і авторам «Variety» здалося, що Стайнфельд зможе домовитися з цього приводу. Жодній іншій акторці роль Бішоп не пропонувалася. Коли невдовзі після цього Стайнфельд запитали про головну роль серіалі, вона сказала, що «необов'язково, що це відбудеться»; у грудні 2020 року Стайнфельд була затверджена на роль Бішоп. Трен зазначила, що Marvel Studios «не могли повністю говорити про її участь» до того, як вони оголосили про її роль, додавши, що Стайнфельд ніколи не була поза конкуренцією, і Marvel просто «намагалася з'ясувати, як ми можемо здійснити серіал» між початковими. повідомленнями та початком зйомок, щоб випустити його протягом святкового сезону 2021 року.
У грудні 2020 року також були оголошені додаткові члени акторського складу, серед яких Віра Фарміґа (Елеонора Бішоп), Флоренс П'ю (Єлена Бєлова / Чорна вдова), Фра Фі (Казімір Казімірчак), Тоні Далтон (Джек Дюкейн), Ала (Мая Лопез / Ехо), Зан МакКларнон (Вільям Лопез) та Браян д'Арсі Джеймс (Дерек Бішоп). П'ю знову виконує роль Бєлової з «Чорної вдови» (2021), де присутня сцена після титрів, в якій Валентина Аллеґра де Фонтейн доручила Бєловій вбити Бартона через його роль смерті її сестри Наташі Романової. Далтон отримав роль після того, як Трен була вражена його виступом у серіалі «Краще подзвоніть Солу». Того ж місяця фотографії зі знімального майданчика вказали на те, що Бен Сакамото, Ава Руссо та Кейд Вудворд знову виконають ролі дітей Бартона із попередніх фільмів КВМ — Купера, Лайлі та Натаніеля відповідно. У жовтні 2021 року з'ясувалося, що Лінда Карделіні повернеться до ролі Лори, дружини Бартона. Алекс Паунович та Пйотр Адамчик також з'являються у серіалі в ролях Івана та Томаса, членів «Мафії в спортивках», поряд із Саймоном Келлов у ролі Арманда Дюкейна III.

### Знімання
Знімання розпочалися на початку грудня 2020 року в Нью-Йорку, режисерами виступили дует Берт & Берті та Риз Томас, а операторами — Ерік Стілберґ та Джеймс Вітакер. Робочою назвою серіалу стала Опорна точка (Anchor Point). Знімання відбувалося в Нижньому Брукліні, в тому числі на станції метро Гойт-Скермергорн стрітс і на Мангеттені у Вашингтон-Сквер-парку, Мідтауні, Пекельній кухні, Іст-Вілліджі та готелі Lotte New York Palace. Фотографії зі знімальних майданчиків також вказували на те, що дія серіалу відбуватиметься під час різдвяного сезону і в ньому буде різдвяна вечірка. Додаткове знімання відбувалося на Trilith Studios та Tyler Perry Studios в Атланті, Джорджія. 22 лютого 2021 року почали тижневе знімання в містечку Кантон, штат Джорджія, там же пройшли два знімальні дні, 4 і 5 березня. Знімання серіалу завершили 21 квітня. Часткове знімання відбулося з 7 по 9 вересня в канадському Торонто.

### Пост-продакшн
Терел Ґібсон, Розанна Тан і Тім Рош виступили як монтажери серіалу.

### Музика
У вересні 2021 року стало відомо, що композитором серіалу призначено Крістоф Бек; до цього він був композитором фільмів «Людина-мураха» (2015) та «Людина-мураха та Оса» (2018) та серіалу «ВандаВіжен» (2021). Як спів-композитор до нього приєднався Майкл Параскевас. В епізоді «Ніколи не зустрічай своїх героїв» показаний музичний номер з вигаданого бродвейського мюзиклу «Роджерс: Мюзикл», який називається «Врятуй місто», присвячений Битві за Нью-Йорк. Він вийшов як сингл 24 листопада. Музика до перших трьох епізод вийшла 10 грудня, тоді як музика до останніх трьох епізод 24 грудня.
| Соколине око: Частина 1 (Епізоди 1–3) [Оригінальний саундтрек] | Соколине око: Частина 1 (Епізоди 1–3) [Оригінальний саундтрек] | Соколине око: Частина 1 (Епізоди 1–3) [Оригінальний саундтрек] |
| #                                                              | Назва                                                          | Тривалість                                                     |
| -------------------------------------------------------------- | -------------------------------------------------------------- | -------------------------------------------------------------- |
| 1.                                                             | «Hawkeye's Theme»                                              | 1:48                                                           |
| 2.                                                             | «Clock Tower Mishap»                                           | 1:56                                                           |
| 3.                                                             | «Battle of New York»                                           | 3:49                                                           |
| 4.                                                             | «Carol of the Buy & Sells»                                     | 3:17                                                           |
| 5.                                                             | «Ronin»                                                        | 1:52                                                           |
| 6.                                                             | «Sincerity»                                                    | 1:28                                                           |
| 7.                                                             | «Action at the Auction»                                        | 3:59                                                           |
| 8.                                                             | «2012»                                                         | 2:50                                                           |
| 9.                                                             | «In Like Clint»                                                | 2:06                                                           |
| 10.                                                            | «Molotov Mazeltov»                                             | 2:01                                                           |
| 11.                                                            | «Discovery»                                                    | 2:59                                                           |
| 12.                                                            | «Bows of Holly»                                                | 0:52                                                           |
| 13.                                                            | «LARP in the Park»                                             | 2:32                                                           |
| 14.                                                            | «Mistletoe to Toe»                                             | 2:42                                                           |
| 15.                                                            | «It's Beginning to Look a Lot Like Clint's Mess»               | 2:47                                                           |
| 16.                                                            | «Maya's Theme»                                                 | 4:10                                                           |
| 17.                                                            | «Sorry Santa»                                                  | 3:36                                                           |
| 18.                                                            | «Do You Hear What I Fear?»                                     | 2:13                                                           |
| 19.                                                            | «Little Dragon»                                                | 1:46                                                           |
| 20.                                                            | «Fighting Over Toys»                                           | 3:20                                                           |
| 47:23                                                          |                                                                |                                                                |

## Маркетинг
Концепт-арт для серіалу з дизайном костюмів персонажів включено до «Expanding the Universe», спеціального випуску Marvel, який дебютував на Disney+ 12 листопада 2019 року. Трейлер серіалу вийшов 13 вересня 2021 року. Джеремі Матаї з «/Film» написав, що все в тизері «виглядає приголомшливо і чудово — від легкого, комедійного тону до невимушеного порозуміння Гейлі Стайнфельд і Джеремі Реннера»; Матаї виявився в захваті від сюжету з низькими ставками в серіалі та від зав'язки сюжету, побудованої навколо спроби Бартона просто повернутися додому на Різдво. Хаїма Гартенберга з «The Verge» привабив «напрочуд легкий тон» тизера і він відчував, що в серіалі будуть використані елементи різдвяних фільмів «Один вдома» (1990) та «Міцний горішок» (1988). Сем Уорнер з New Musical Express описав тизер як святковий перший погляд на серіал і відзначив використання в ньому пісні Шаблон: Нп4. Стівен Ієрволіно з «Good Morning America» написав, що тизер є сумішшю «екшену, гумору і відверто шпигунських сцен у стилі Агента 007». Раян Паркер із «The Hollywood Reporter» відзначив «унікальний тон» тизера, в якому серіал представлений «скоріше як комедійна, святкова метушня, хоч і з тонною екшеною». Крістіан Холуб із «Entertainment Weekly» вважав, що різдвяна обстановка додала серіалу «атмосферу фільму „Один удома“», а тизер включав безліч посилань на комікси, зокрема на серію коміксів «Соколине Око» Фрекшна. Офіційний постер серіалу вийшов наприкінці жовтня; Джон Лутц з видання «Collider» відзначив ще більше натхнення коміксами Фрекшна в костюмах Бартона та Бішоп, у кольорах та логотипі серіалу. 12 листопада 2021 року, у День Disney+, вийшов епізод кліп-серіалу «Marvel Studios: Легенди», присвячений історії Клінта Бартона у КВМ. Крім того, того ж дня вийшов уривок одного з епізодів.
У січні 2021 року Marvel оголосила про свою програму «Marvel Must Haves», яка показує нові іграшки, ігри, книги, одяг, домашній декор та інші товари, пов'язані з кожним епізодом «Соколиного ока», після виходу епізоду. Перші товари Must Haves для епізодів з'явилися 26 листопада 2021 року.

## Випуск
Прем'єра перших двох епізодів серіалу «Соколине Око» відбулася 24 листопада 2021 року на Disney+, чотири епізоди, що залишилися, виходили щотижня. Серіал став частиною четвертої фази КВМ. Прем'єрний показ пройшов у Лондоні 11 листопада 2021 року, а також 17 листопада у театрі Ель-Капітан у Лос-Анджелесі.

## Сприйняття
На сайті Rotten Tomatoes серіал має «рейтинг свіжості» 92 % із середньою оцінкою 7,55/10 на основі 85 відгуків. Консенсус критиків свідчить: «Соколине Око починається повільно, але вуличні екшен-сцени — це освіжаюча зміна оповіді для КВМ, а хімія та іскри між провідними акторами виблискують навіть там, де сюжет залишається позаду». На Metacritic середньозважена оцінка серіалу становить 66 зі 100 на основі 24 відгуків, що вказує на «переважно позитивні відгуки».
Ендрю Вебстер з The Verge вважає, що «Соколине Око» — це «кілька різних речей», додавши: «Це шанс провести більше часу з одним з менш відомих месників, це історія походження для героя, що подає надії, і це детективна драма, дія якої розгортається на тлі Різдва в Нью-Йорку, оскільки КВМ додає ще один жанр у всеосяжну структуру». Він вважав його, поряд з «ВандаВіженом» та «Локі», найкращим із КВМ на Disney+. Лора Сірікул із «Empire» дала серіалу чотири зірки з п'яти та описала його як «чарівний і сповнений серця». Річард Тренхолм із CNET дав серіалу позитивний відгук, зазначивши, що «Загалом, „Соколине Око“ — не закатоване антигерой, що шукає спокути, він все ще просто привітний Джеремі Реннер, який блукає навколо, виглядаючи сварливим. І шоу здебільшого знає про це, втягуючи його в бойові сцени, які швидше грайливі, ніж небезпечні. У другому епізоді, зокрема, і Клінт, і Кейт беруть участь в імітаційному бою, на який смішно дивитися, і не треба побоюватися за їх здоров'я, веселий поворот жорсткої формули екшн-сцен у кожному епізоді».
Бен Треверс з IndieWire поставив серіалу оцінку «C-», вважаючи, що він «більше зайнятий підготовкою Кейт Бішоп до майбутніх етапів КВМ, ніж створення проблеми, гідної часу двох героїв».

## Документальний випуск
У лютому 2021 року було оголошено про документальний телесеріал-антологію «Marvel Studios: Загальний збір». У кожній серії про створення фільмів та телесеріалів КВМ розкажуть актори та знімальна група. Спеціальний документальний епізод, присвячений «Соколиному оку», вийде на Disney+ після завершення серіалу.

## Спін-офф
У березні 2021 року стало відомо про розробку окремого телесеріалу про героїну Маю Лопез / Ехо з Алакуою Кокс у головній ролі. Виконавчими продюсерами та одними зі сценаристів проєкту стали Ітан та Емілі Коен. Серіал «Ехо» був офіційно анонсований у листопаді 2021 року, тоді стало відомо, що Меріон Дейр стане головною сценаристкою серіалу.